# That's the Way It Should Be
That's the Way It Should Be è un album in studio del gruppo musicale statunitense Booker T. & the M.G.'s, pubblicato nel 1994.

## Tracce
1. Slip Slidin' (Steve Cropper, Booker T. Jones, Steve Jordan)
2. Mo' Greens (Steve Cropper, Booker T. Jones, Steve Jordan)
3. Gotta Serve Somebody (Bob Dylan)
4. Let's Wait a While (Melanie Andrews, James Harris III, Janet Jackson, Terry Lewis)
5. That's the Way It Should Be (Steve Cropper, Donald "Duck" Dunn, Booker T. Jones, Steve Jordan)
6. Just My Imagination (Running Away with Me) (Barrett Strong, Norman Whitfield)
7. Camel Ride (Steve Cropper, Donald "Duck" Dunn, Booker T. Jones, Steve Jordan)
8. Have a Heart (Bonnie Hayes)
9. Cruisin' (Steve Cropper, Donald "Duck" Dunn, Anton Fig, Booker T. Jones)
10. I Can't Stand the Rain (Don Bryant, Bernard Miller, Ann Peebles)
11. Sarasota Sunset (Steve Cropper, Donald "Duck" Dunn, Anton Fig, Booker T. Jones)
12. I Still Haven't Found What I'm Looking For (Bono, Adam Clayton, The Edge, Larry Mullen Jr.)

## Formazione
- Booker T. Jones - tastiera
- Steve Cropper - chitarra
- Donald Dunn - basso
- Steve Jordan - batteria